# Narodni park Őrség
Narodni park Őrség je eden izmed desetih narodnih parkov Madžarske. Leži v zgodovinski pokrajini Stražni krajini (madžarsko Őrség) na skrajnem zahodu države in obsega Slovensko Porabje, poplavno dolino reke Rabe in območje okoli Szentgyörgyvölgyja. Sedež parka s središčem za obiskovalce je v mestu Őriszentpéter.
Kot najmlajši med madžarskimi narodnimi parki je bil ustanovljen leta 2002 iz dotedanjih krajinskih zavarovanih območij Őrség in Szentgyörgyvölgyi ter sosednjih naravnih vrednot. Leta 2007 je ministrstvo ukinilo upravo parka in ga pripojilo 100 kilometrov oddaljenemu narodnemu parku Fertő-Hanság, kot razlog pa navedlo racionalizacijo poslovanja. Po nasprotovanju strokovnjakov in civilnodružbenih organizacij je bil leto zatem obnovljen.
Območje parka je gričevnato ter bogato z rekami in potoki. Poleg suhih travnikov in mokrišč večidel ozemlja parka (63 %) prerašča gozd. Po zaslugi velike ohranjenosti narave za madžarske standarde v parku domujejo številne redke in zavarovane živalske in rastlinske vrste, vezane na omenjene habitate. Poleg naravnih vrednot park ohranja tudi tamkajšnje etnografske posebnosti in kulturno-zgodovinske vrednote, kot so tradicionalna gradnja, način gospodarjenja z zemljo in obrti.
Celoten park je klasificiran kot območje Nature 2000. S sosednjima Krajinskim parkom Goričko v Sloveniji in Naravnim parkom Raab v Avstriji je povezan v trideželni park Goričko-Raab-Őrség.